# Arcona amuricola
Arcona amuricola är en tvåvingeart som beskrevs av Richter 1988. Arcona amuricola ingår som enda art i släktet Arcona och familjen parasitflugor. Inga underarter finns listade i Catalogue of Life.